# Daniel Grosgurin
Daniel Grosgurin (* 13. Juli 1949 in Genf) ist ein Schweizer Cellist.
Grosgurin studierte am Konservatorium seiner Geburtsstadt sowie bei Pierre Fournier und, in den USA, bei János Starker. Er gewann internationale Wettbewerbe in Florenz und Genf, trat als Solist mit bedeutenden Orchestern auf und spielte mit Musikern wie Martha Argerich, Wolfgang Sawallisch, Michel Plasson, Jesús López Cobos, Ulf Hoelscher, Jean-Pierre Wallez und Pierre Amoyal zusammen. 
1978 wurde er Professor an der Musikhochschule Mannheim. 1990 kehrte er nach Genf zurück, wo er bis 2014 an der „Haute École de Musique“ unterrichtete. Von 2014 bis 2020 lehrte er weiter an der „Schola Cantorum de Paris“. Als freischaffende Künstler und Pädagoge gibt er Konzerte und Meisterklassen in Europa, den USA und dem Fernen Osten. 
Grosgurin war bis 2005 künstlerischer Leiter des von ihm und seiner Frau Ferhan Grosgurin 1995 gegründeten Streicher Ensembles Les Solistes de Genève, das in Deutschland, Frankreich, Spanien, der Schweiz und der Türkei auftrat. 
Erfolgreich war seine Einspielung von Solo Werken Gaspar Cassadós. 2004 erschien eine CD mit dem TitelVioloncelle et opéra mit Werken in Zusammenhang mit der Oper und 2011 ein Beitrag zur Gesamtausgabe der Werken Franz Schuberts bei Naxos.
Sein Interesse an parallel Bereiche wie Sprache, Theater, Tanz und Sport leitete ihn zur Gründung des OVATIONS Projekts (2014–2024) und zur Veröffentlichung seines Buchs „Music & Other Muses“ in 2025.
| Personendaten    | Personendaten     |
| ---------------- | ----------------- |
| NAME             | Grosgurin, Daniel |
| KURZBESCHREIBUNG | Schweizer Cellist |
| GEBURTSDATUM     | 13. Juli 1949     |
| GEBURTSORT       | Genf              |